# Hermano Mauricio
Desiderio Arnaiz, Mauricio (nombrado [Hno.] Mauricio) (1860-1937) fue un Hermano de La Salle, botánico y explorador español.
Residió en Melilla y recogió con el Hno. Sennen en el norte de África. De sus extensas exploraciones por España, sur de Francia y Marruecos, llegó a reunir un buen herbario, y además repartió más de cuatrocientas mil exsiccatas a las principales instituciones europeas de su época. Sus variadas duplicaciones se encuentran guardadas, por ejemplo, en el "herbario del Instituto Botánico de Barcelona (BC)". También el Colegio La Salle Bonanova en Barcelona dispone de un herbolario con 40.000 muestras recogidas por este hermano.

## Algunas publicaciones

### Libros
- hno. Sennen, hno. Mauricio. 1933. Catálogo de la Flora del Riff Oriental y principalmente de las Kábilas lindantes con Melilla. Melilla

- La abreviatura «Mauricio» se emplea para indicar a Hermano Mauricio como autoridad en la descripción y clasificación científica de los vegetales.[4]